# Нура (комуна)
Комуна Нура (швед. Nora kommun) — адміністративно-територіальна одиниця місцевого самоврядування, що розташована в лені Еребру у центральній Швеції.
Нура 150-а за величиною території комуна Швеції. Адміністративний центр комуни — місто Нура.

## Населення
Населення становить 10 363 чоловік (станом на вересень 2012 року). 
| Кількість населення комуни Нура за 1970-2010 роки | Кількість населення комуни Нура за 1970-2010 роки | Кількість населення комуни Нура за 1970-2010 роки | Кількість населення комуни Нура за 1970-2010 роки | Кількість населення комуни Нура за 1970-2010 роки |
| ------------------------------------------------- | ------------------------------------------------- | ------------------------------------------------- | ------------------------------------------------- | ------------------------------------------------- |
| Рік                                               |                                                   |                                                   | Населення                                         |                                                   |
| 1970                                              | 1970                                              |                                                   | 9 029                                             | 9 029                                             |
| 1975                                              | 1975                                              |                                                   | 9 269                                             | 9 269                                             |
| 1980                                              | 1980                                              |                                                   | 10 211                                            | 10 211                                            |
| 1985                                              | 1985                                              |                                                   | 10 043                                            | 10 043                                            |
| 1990                                              | 1990                                              |                                                   | 10 516                                            | 10 516                                            |
| 1995                                              | 1995                                              |                                                   | 10 799                                            | 10 799                                            |
| 2000                                              | 2000                                              |                                                   | 10 465                                            | 10 465                                            |
| 2005                                              | 2005                                              |                                                   | 10 472                                            | 10 472                                            |
| 2010                                              | 2010                                              |                                                   | 10 447                                            | 10 447                                            |
| Джерело: SCB                                      |                                                   |                                                   |                                                   |                                                   |

## Населені пункти
Комуні підпорядковано 4 міські поселення (tätort) та низка сільських, більші з яких:
- Нура (Nora)
- Ютторп (Gyttorp)
- Стріберг (Striberg)
- Ос (Ås)
- Нигиттан (Nyhyttan)
- Єрнбуос (Järnboås)
- Далькарлсберг (Dalkarlsberg)

## Галерея

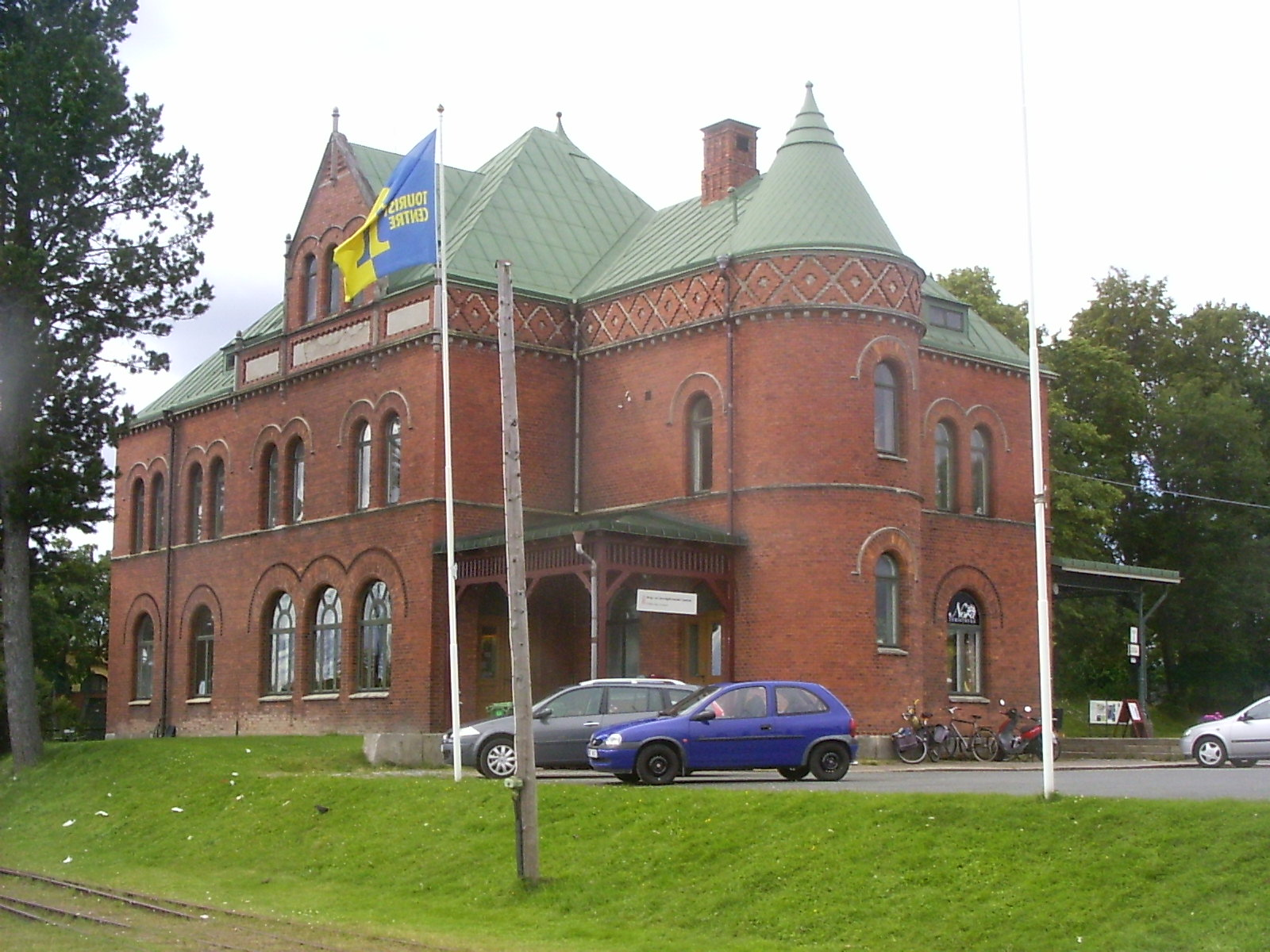
Залізничний вокзал (Нура)
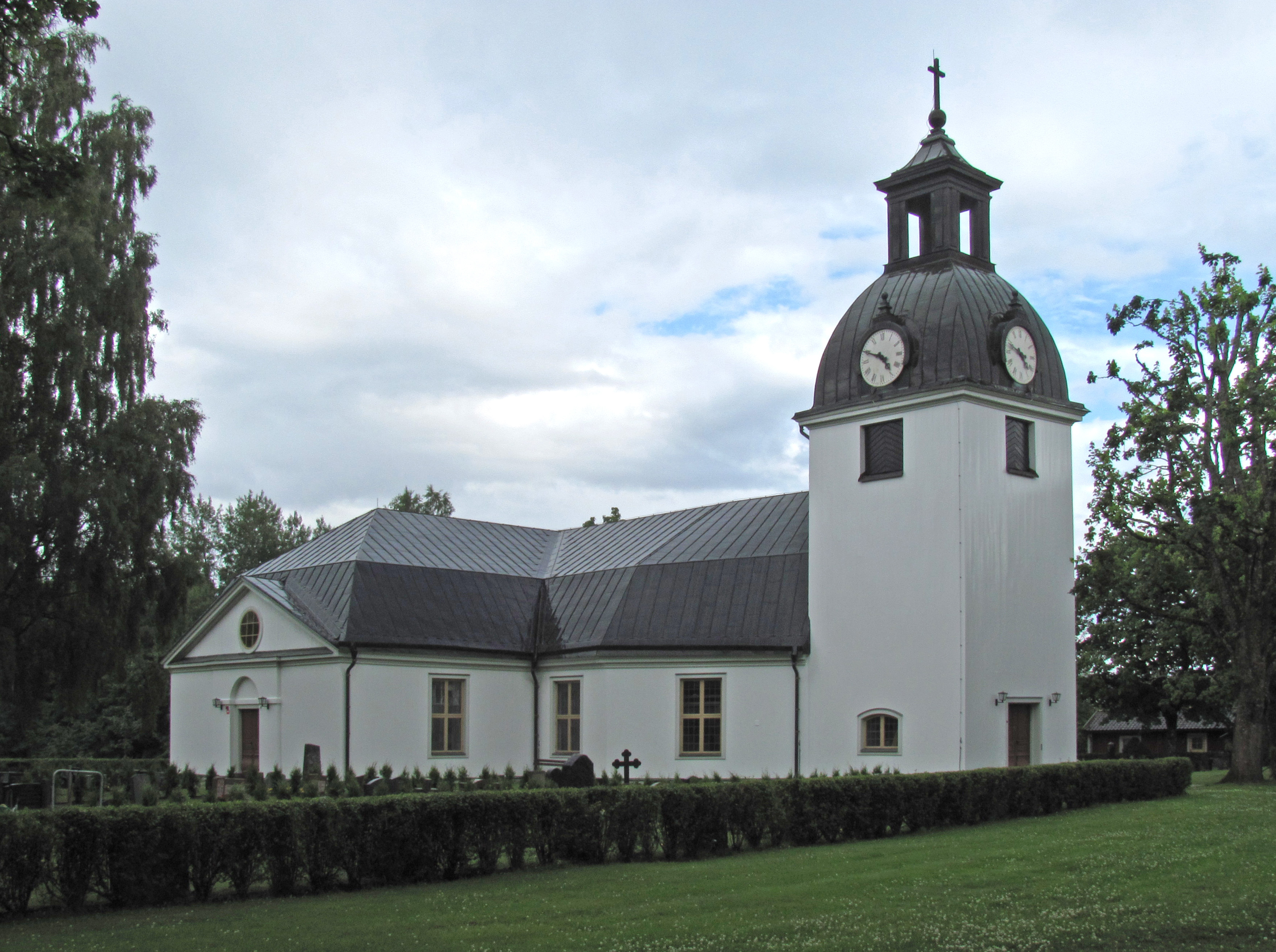
Церква (Єрнбуос)
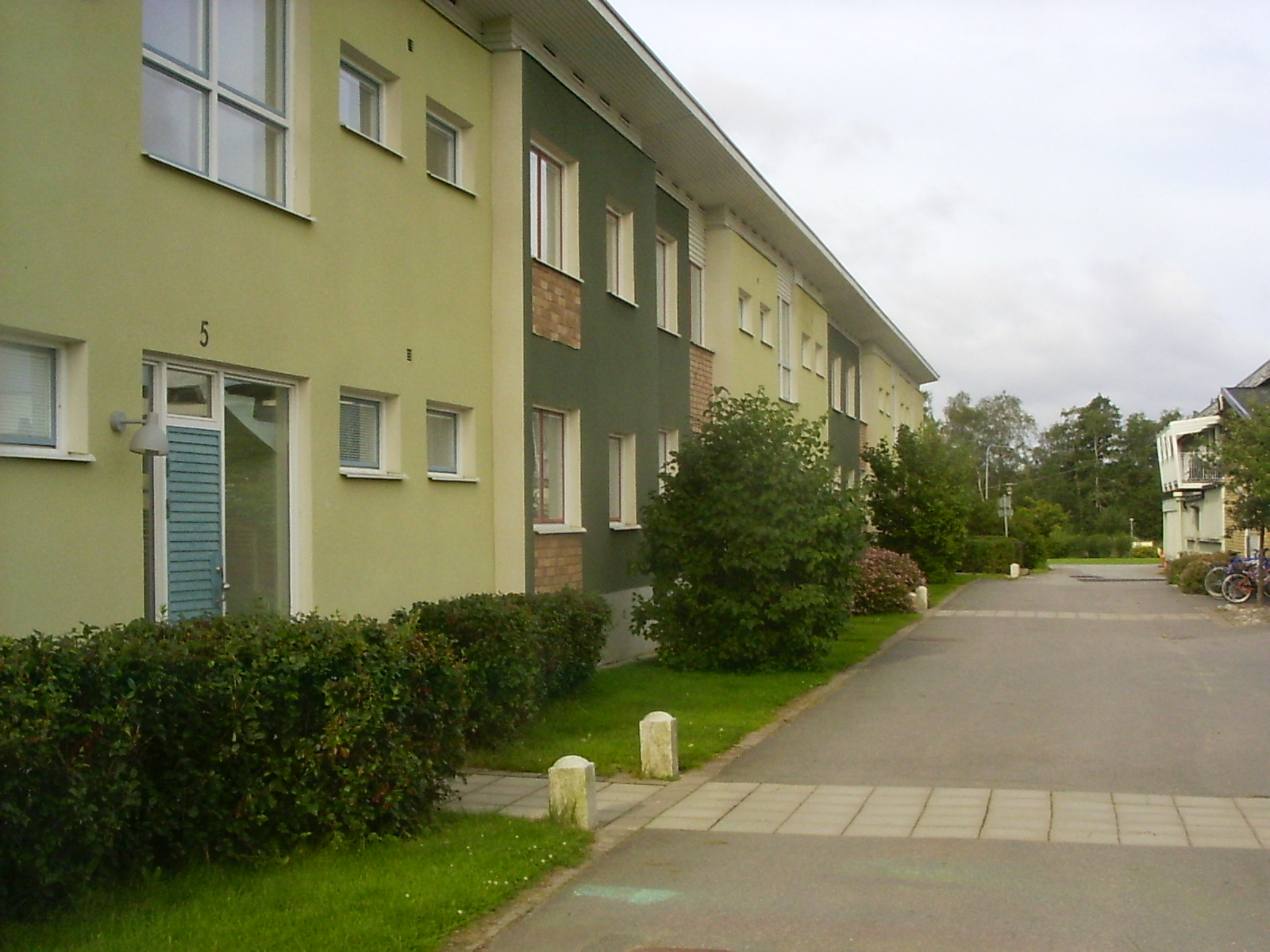
Містечко Ютторп
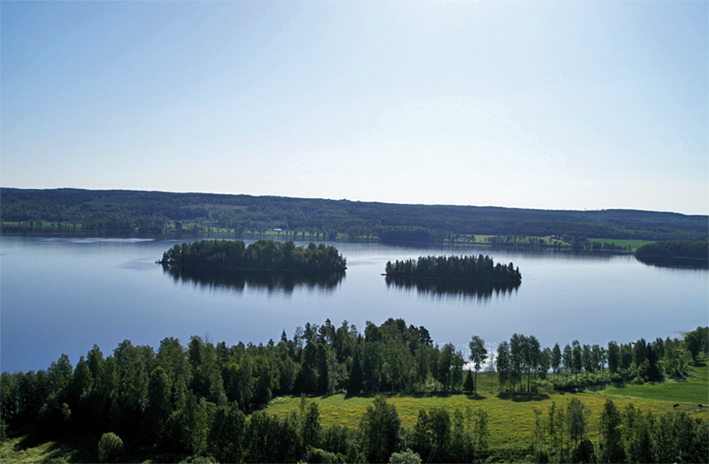
Озеро Фошен

## Виноски
1. ↑  Folkmangd i riket, lan och kommuner (шв.) . Центральне бюро статистики Швеції. Архів оригіналу за 20 серпня 2013. Процитовано 10 лютого 2013.